# Комбран
Комбран (фр. Combrand) насеље је и општина у западној Француској у региону Поату-Шарант, у департману Де Севр која припада префектури Бресир.
По подацима из 2011. године у општини је живело 1153 становника, а густина насељености је износила 46,83 становника/km². Општина се простире на површини од 24,62 km². Налази се на средњој надморској висини од 224 метара (максималној 222 m, а минималној 140 m).

## Демографија
| 1962. | 1968. | 1975. | 1982. | 1990. | 1999. | 2011. |
| ----- | ----- | ----- | ----- | ----- | ----- | ----- |
| 1.016 | 1.043 | 1.014 | 1.039 | 1.079 | 1.122 | 1.153 |

График промене броја становника у току последњих година